# Henry Wirz

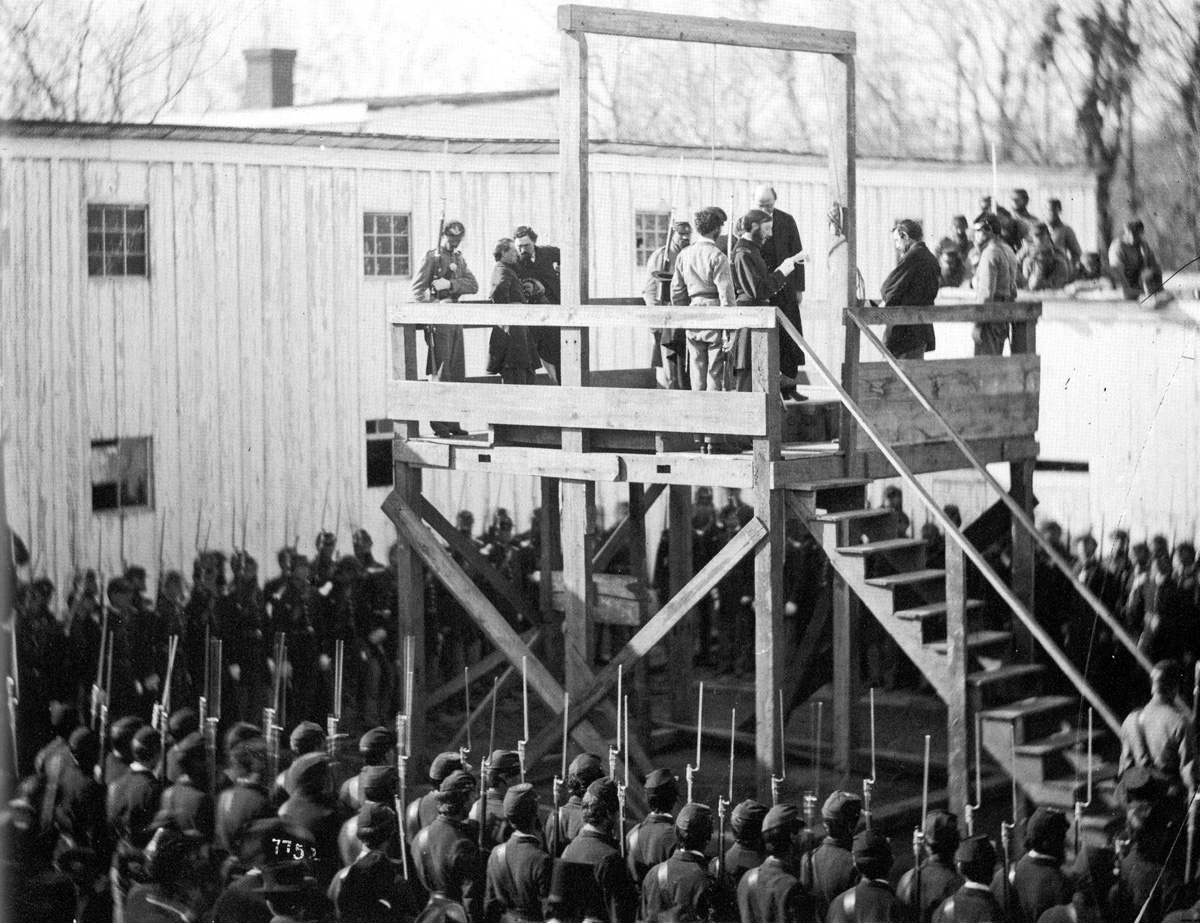
Henry Wirz moments abans de l'execució

Heinrich Hartmann Wirz, més conegut com a Henry Wirz (Zúric, 15 de novembre de 1823 - Washington DC, 10 de novembre de 1865) va ser un oficial de la Confederació jutjat i executat a les acaballes de la Guerra Civil nord-americana per conspiració i assassinat en relació amb el seu domini del camp de Sumter.

## Primera anys
Nascut a Zúric, Suïssa, Wirz es va graduar de la Universitat de Zurich, però no hi ha proves que va obtenir el títol. Wirz exercir la medicina durant un temps abans d'emigrar als E.U.A. el 1849, juntament una part de població va fugir de les revolucions fallides de 1848 en els estats alemanys i en altres estats, (com la guerra Sonderbund). Wirz, que s'havia casat el 1845 va tenir dos fills, va ser empresonat breument a finals de la dècada de 1840 per raons desconegudes.
Va establir un consultori mèdic a Kentucky, on es va casar amb una Metodista vídua anomenada Wolfe. Juntament amb les seves dues filles es van traslladar a Louisiana. El 1855 la seva esposa va donar a llum a la seva filla Cora. El 1861.

## Guerra Civil
Quan la Guerra Civil nord-americana va esclatar el 1861, Wirz va ser voluntari a la Companyia A, del quart batalló de Louisiana, servint l'Exèrcit dels Estats Confederats. Es discuteix si va participar en la batalla de Seven Pines el maig de 1862, durant la qual suposadament va ser greument ferit per una bala Minie i va perdre la sensibilitat del braç dret. No hi ha registre oficial per donar crèdit a qualsevol participació en aquest o qualsevol altre assumpte militar abans de ser director d'Andersonville. Wirz suposadament després es va exercir com a guàrdia de presó a Alabama, després va ser traslladat a ajudar a protegir els presoners federals empresonats a Richmond, Virginia. A Causa de la seva lesió, Wirz va ser assignat amb el personal del general John H. Winder, qui estava a càrrec de la Confederació dels camps de presoners de guerra.
El febrer de 1864, el govern confederat va establir el campament de Sumter, una gran presó militar a Geòrgia, a prop de l'estació de ferrocarril d'Anderson (com es deia llavors), per a albergar als presoners de guerra de la Unió. Al març, Wirz va prendre el comandament de Camp Sumter, on hi va romandre durant més d'un any.
Wirz va ser detingut el maig de 1865, per un contingent de cavalleria federal i portat amb tren a Washington DC, on el govern federal el va jutjar per conspirar i posar en perill la vida dels presoners de guerra de la Unió. Un tribunal militar es va reunir amb el General Lewis Wallace. Els altres membres de la comissió van ser Guerxon Mott, John W. Geary, Tomàs Lorenzo, Fessenden Francis, Edward S. Bragg, John F. Balli, John H. Stibbs. Norton P. Chipman va ser el fiscal.
El juliol de 1865, el judici es va celevrar a l'edifici del Capitoli i es va perllongar durant dos mesos, fou un popular tema que monopolitza les portades dels diaris en tot els Estats Units. El tribunal va escoltar els testimonis de exreclusos, oficials confederats i fins i tot els habitants d'Andersonville. Finalment, a principis de novembre, la comissió va anunciar que havia trobat Wirz culpable dels cxarrecs de conspiracio, juntament amb 11 de 13 càrrecs fou condemnat a mort.
En una carta al president Andrew Johnson, Wirz va demanar clemència, però la carta no van ser contestada. Wirz va ser penjat a Washington, DC, en el lloc actual del Tribunal Suprem dels Estats Units. Va ser enterrat més tard al Cementiri del Mont de les Oliveres, a Washington DC va sobreviure a la seva esposa i una filla.